# La Place de la femme
Pour plus de détails, voir Fiche technique et Distribution.
La Place de la femme (女の座, Onna no za) est un film japonais réalisé par Mikio Naruse sorti en 1962.

## Synopsis
Kinjirō Ishikawa est souffrant. Il s'est blessé en essayant de déplacer un rocher dans son jardin, et ses enfants — principalement des filles — se retrouvent à son chevet. Kinjirō et sa seconde épouse Aki, se rendent vite compte que leurs enfants et beaux-enfants se montrent plus intéressés par l'argent que par l'unité familiale. En effet, une autoroute doit être construite, la maison pourrait être expropriée et un joli magot serait alors versé aux parents en dédommagement. La progéniture guette sa part du gâteau.

## Fiche technique
- Titre en français : La Place de la femme
- Titre original : 女の座 (Onna no za?)
- Réalisation : Mikio Naruse
- Scénario : Toshirō Ide (ja), Zenzō Matsuyama
- Musique : Ichirō Saitō
- Photographie : Jun Yasumoto
- Décors : Satoru Chūko (ja)
- Montage : Eiji Ōi
- Producteurs : Sanezumi Fujimoto, Hidehisa Suga
- Société de production : Tōhō
- Pays de production :  Japon
- Langue originale : japonais
- Format : noir et blanc — 2,35:1 — 35 mm — son stéréophonique Perspecta
- Genre : drame
- Durée : 111 minutes (métrage : huit bobines - 3 041 m[1])
- Date de sortie :
  - Japon : 14 janvier 1962[1]

## Distribution
- Chishū Ryū : Kinjirō Ishikawa
- Haruko Sugimura : Aki Ishikawa, sa femme
- Hideko Takamine : Yoshiko, leur belle-fille, veuve de leur fils aîné Kenjirō
- Kenzaburō Ōsawa : Ken, le fils de Yoshiko
- Aiko Mimasu : Matsuyo Tamura, la fille aînée de Kinjirō issue d'un premier mariage
- Daisuke Katō : Ryokichi Tamura, son mari
- Keiju Kobayashi : Jirō Ishikawa, le deuxième fils de Kinjirō
- Yatsuko Tan'ami : Ranko, sa femme
- Mitsuko Kusabue : Umeko Ishikawa, la deuxième fille de Kinjirō
- Keiko Awaji : Michiko Hashimoto, la troisième fille de Kinjirō
- Tatsuya Mihashi : Masaaki Hashimoto, son mari
- Yōko Tsukasa : Natsuko Ishikawa, la quatrième fille de Kinjirō
- Yuriko Hoshi : Yukiko Ishikawa, la cinquième fille de Kinjirō
- Akira Takarada : Musumiya, le fils d'Aki issu d'un premier mariage
- Yōsuke Natsuki : Yutaka Aoyama, un client du restaurant de rāmen de Jirō
- Akemi Kita (ja) : Yasuko, la fille de Matsuyo
- Reiko Dan : Shizuko Kanamori, la sœur de Yoshiko
- Senkichi Ōmura (ja) : un client du restaurant de rāmen

Source : Mikio Naruse, les temps incertains de Jean Narboni, 2006, pages 278 et 279